# Ghiacciaio Richter
Il Ghiacciaio Richter (in lingua inglese: Richter Glacier) è un ghiacciaio costiero antartico a basso gradiente situato 18 km a ovest degli Scott Nunataks sul fianco settentrionale della Penisola di Edoardo VII, nei Monti Alessandra in Antartide.
Il ghiacciaio forma una sella con il Ghiacciaio Butler e fluisce in direzione prevalentemente nordoccidentale fino a sfociare nel mare, dove forma una piccola lingua di ghiaccio. Il ghiacciaio e la sua lingua glaciale sono rappresentati nelle mappe della prima spedizione antartica dell'esploratore polare Byrd (1928-30). La mappa indica che il gruppo della spedizione giapponese guidata da Shirase Nobu, al comando della nave Kainan Maru, aveva attraversato il ghiacciaio ed era salito fino alla sommità degli Scott Nunataks nel gennaio 1912. 
Il ghiacciaio è stato mappato in dettaglio dall' United States Geological Survey (USGS) sulla base di rilevazioni e foto aeree scattate dalla U.S. Navy nel periodo 1959-65.
La denominazione è stata assegnata dall' Advisory Committee on Antarctic Names (US-ACAN) in onore di Gregory S. Richter, meteorologo capo e responsabile scientifico del gruppo che ha trascorso l'inverno del 1957 presso la Stazione Byrd.